# Tatra 603
Tatra T603, bilmodell från Tatra
T603 kom 1957 efter att Tatra personbilstillverkning legat nere under tre år. Den blev vanlig som representationsbil för statsmakten i Tjeckoslovakien men fanns även i andra delar av östblocket.

## Historia
Tatra 603 började utvecklas sedan Tatra fått tillbaka rätten att tillverka personbilar av den tjeckoslovakiska staten. Från början var tanken att man enbart skulle tillverka lastbilar men detta togs tillbaka då staten såg behovet av representationsbilar. 
Tatra 603 var en helt ny konstruktion men bär de klassiska Tatra-dragen: strömlinjeformad och luftkyld motor bak precis som sina föregångare. Den blev den sista Tatrabilen som var strömlinjeformad. 
1963 moderniserades modellen.
1968 skedde ytterligare en modernisering. 
1975 lades tillverkningen ner sedan man ett år tidigare startat tillverkningen av efterföljaren Tatra T613. Totalt tillverkades 20 422 bilar under 20 år vilket gör modellen till Tatras mest tillverkade personbilsmodell.

## Versioner
Serieversioner
- T 603
- T 2-603 eller T 603-2
- T 2-603 Modell 69 eller T 603-2 Modell 1969

Tävlingsversioner
- T 603 Monte Carlo
- T 603 B5
- T 603 B6

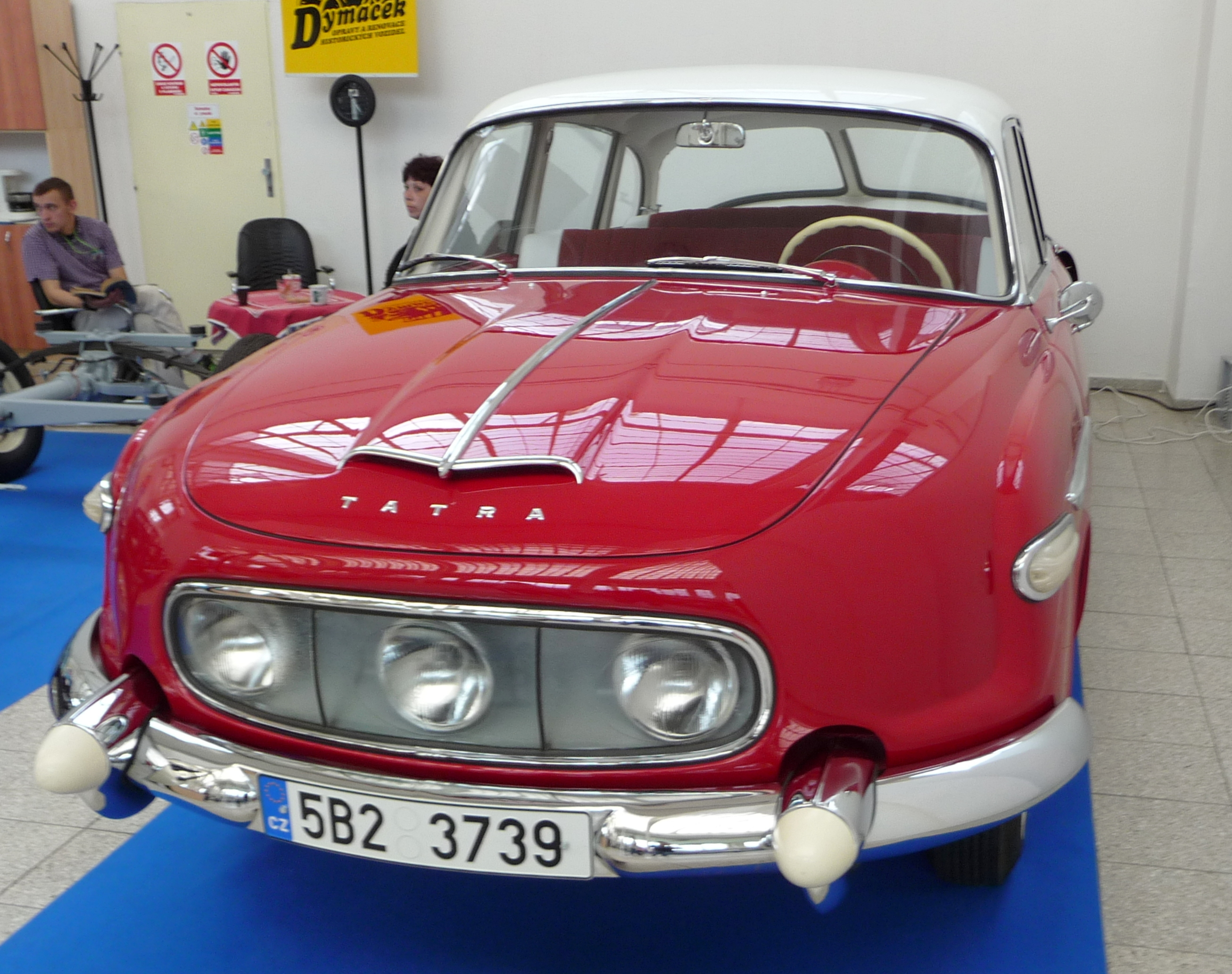
Tatra 603 (603-1); tidig modell med tre strålkastare
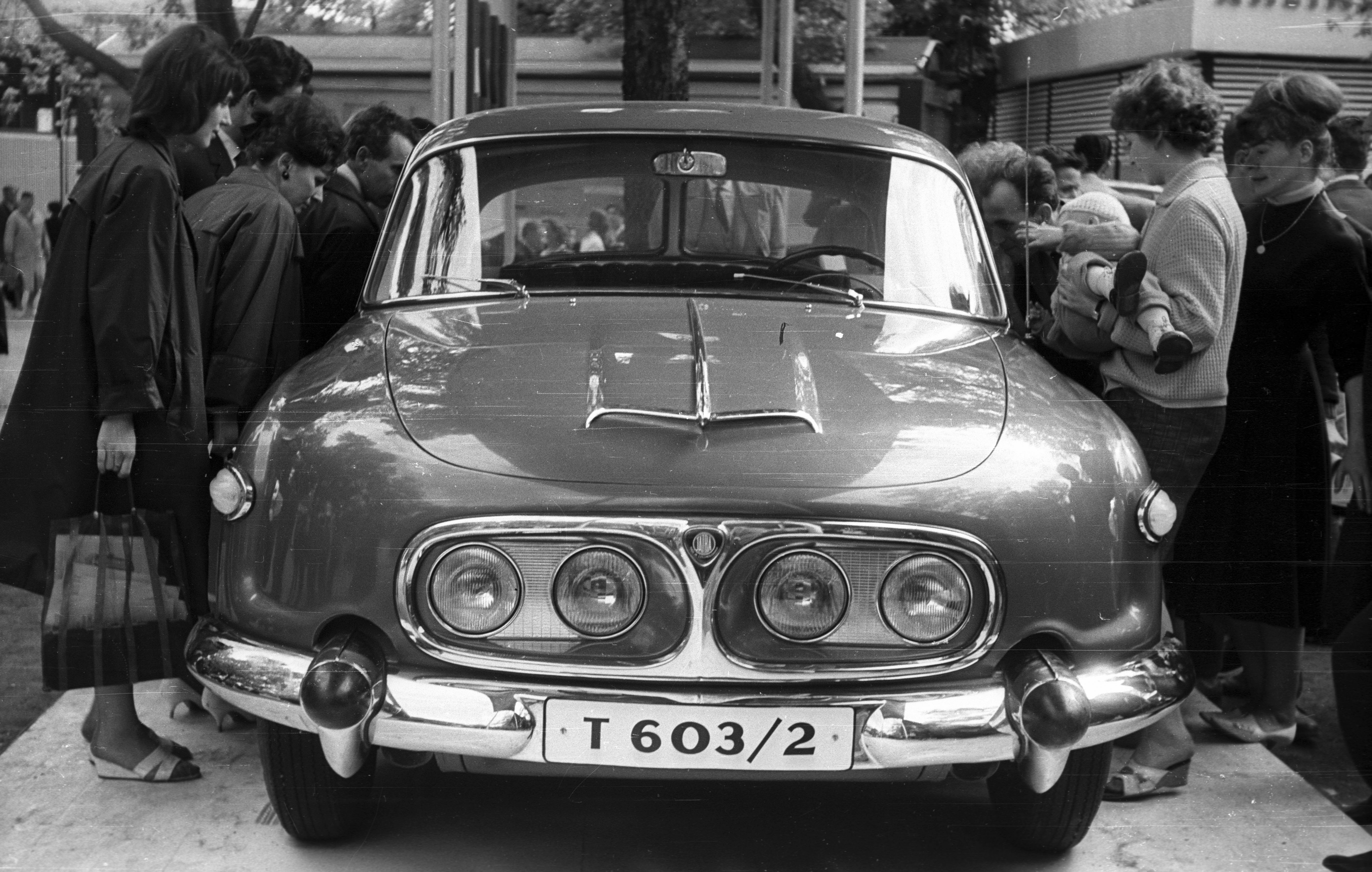
Tatra 603-2 (också 2-603); med fyra strålkastare, monterade tätt ihop.
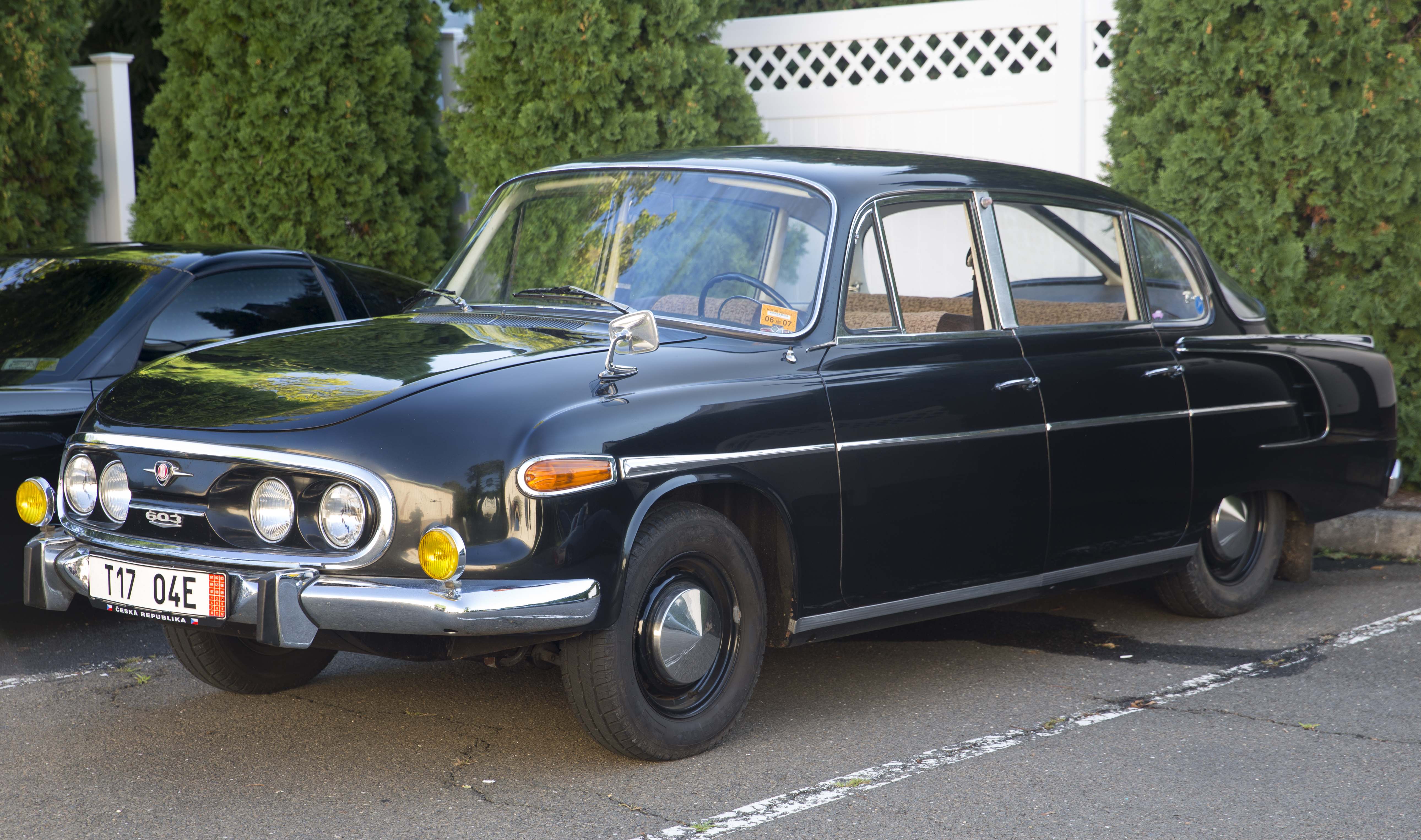
Ansiktslyft version (1969 och framåt) med fyra strålkastare, monterade längre isär.
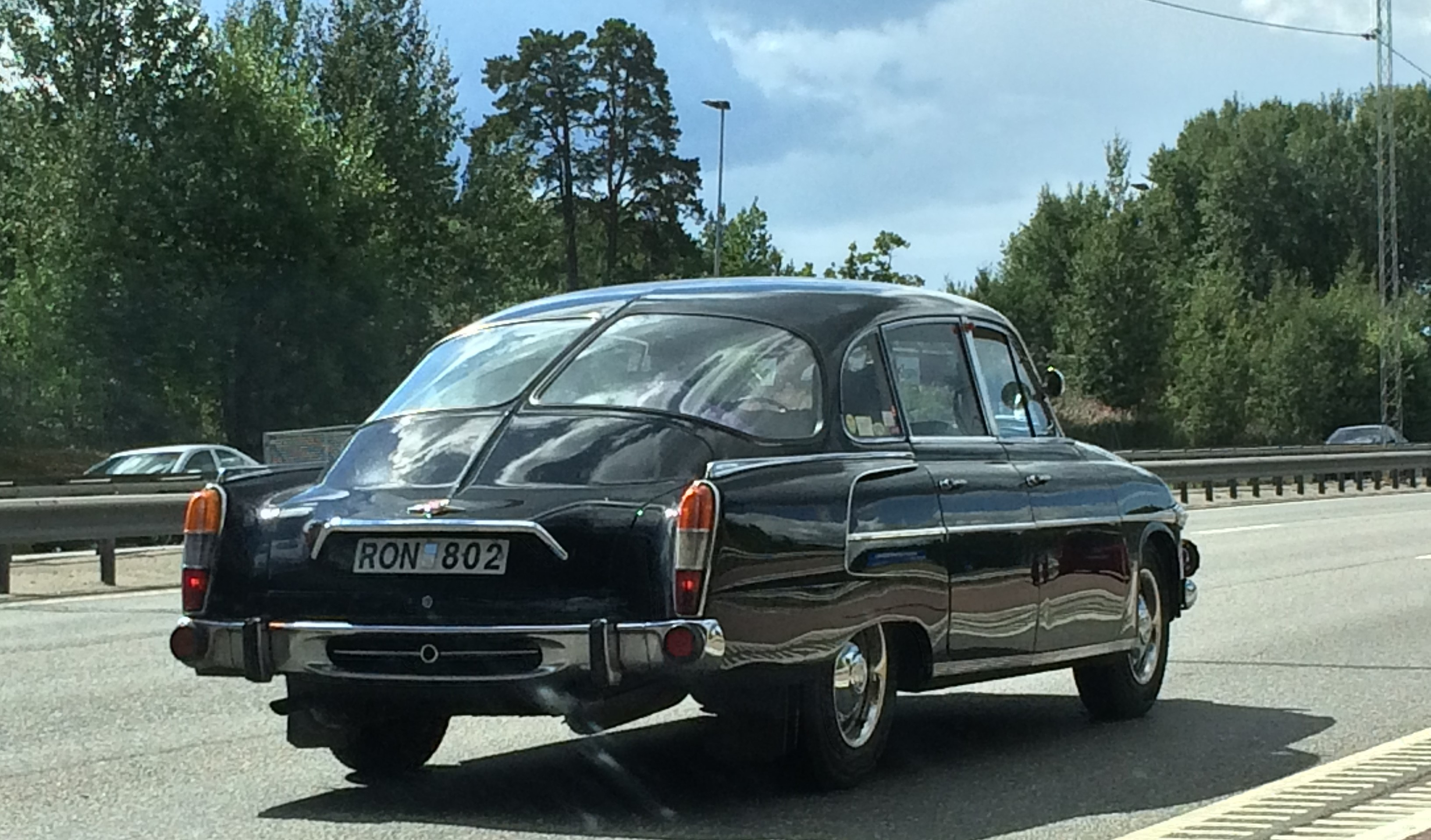
Tatra 2-603 II, årsmodell 1973
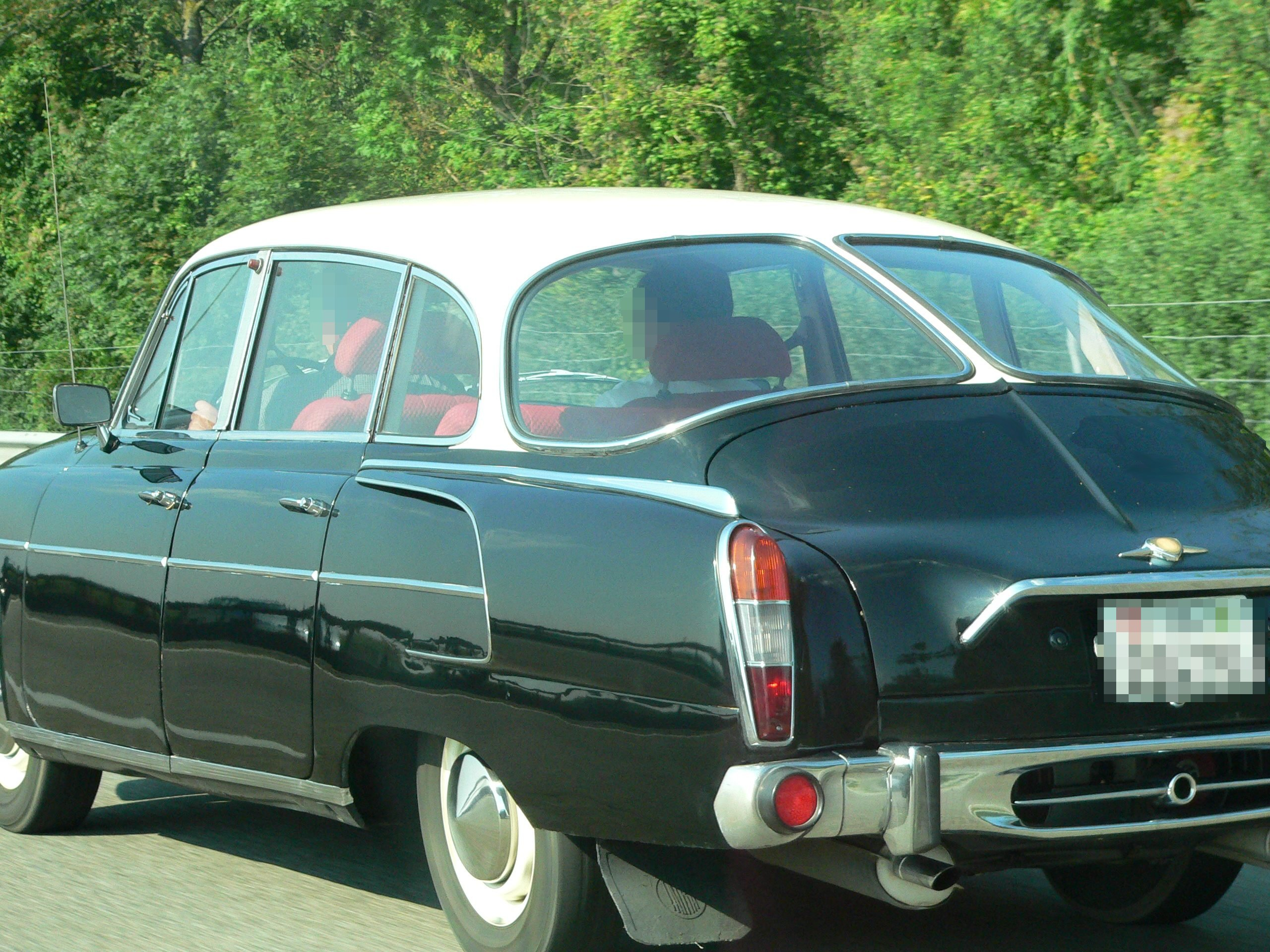
T603. I sidorna kan man se de stora luftinsläppen för kylningen av motorn.
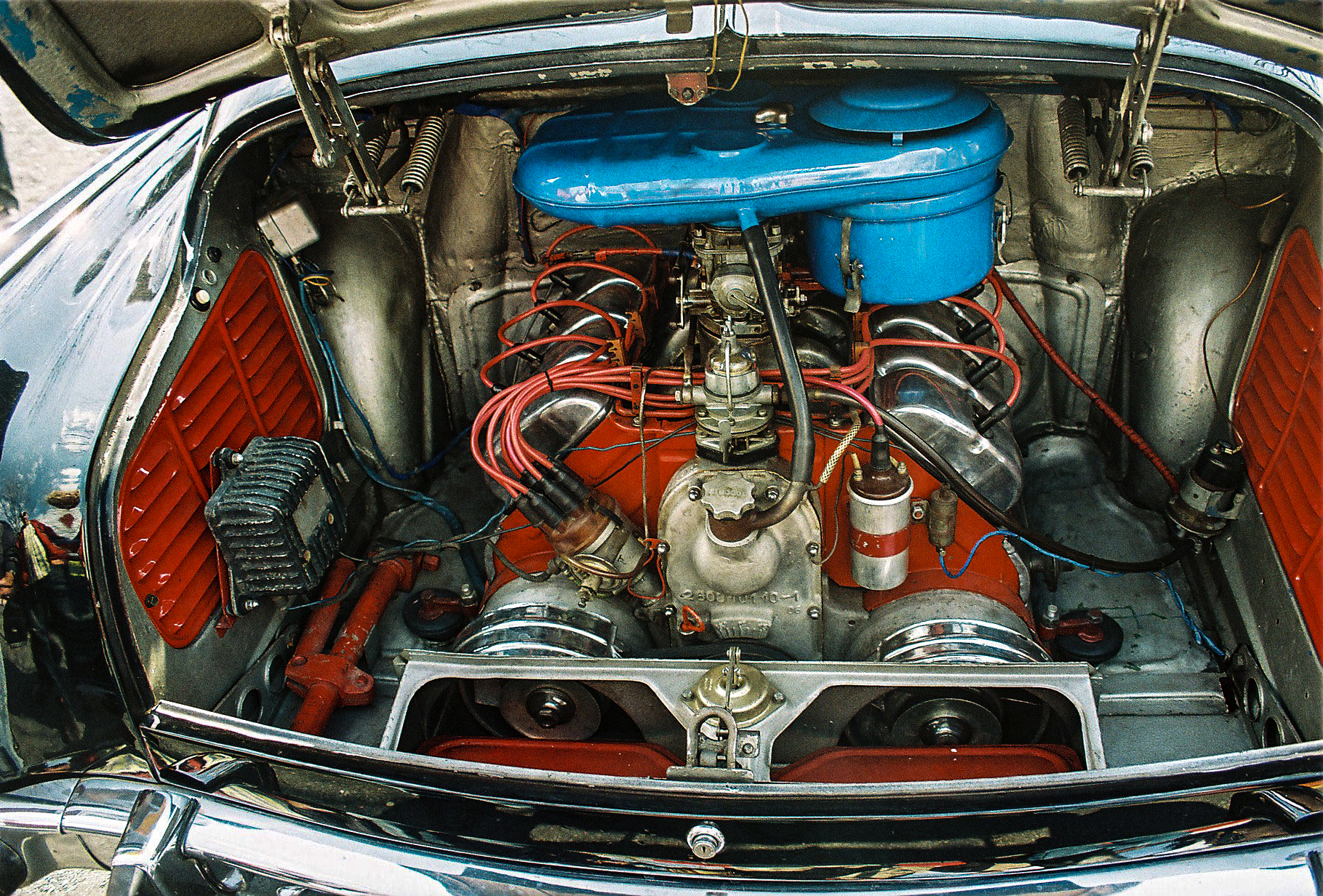
Motorn i en Tatra T603